# Porodična pedagogija
Porodična pedagogija je nauka o vaspitanju dece u porodici. Predstavlja pedagošku diciplinu pedagogije.

## Predmet proučavanja porodične pedagogije
Predmet proučavanja porodične pedagogije je vaspitanje u porodici od rođenja deteta i tokom celog razdoblja dok porodica vrši uticaj na mladog čoveka. Njena glavna svrha je izučavanje zakonitosti i unapređivanje porodičnog vaspitanja.

## Problemi izučavanja
Problemi izučavanja porodične pedagogije su:
1. Društvena uslovljenost vaspitanja i obrazovanja za život u porodici;
2. Predmet i funkcionalni položaj porodične pedagogije u sistemu pedagoških disciplina;
3. Istraživačke metode i tehnike i njihova primena u porodičnoj pedagogiji;
4. Faktori vaspitanja i obrazovanja mladih članova porodice;
5. Socijalno-psihološke osnove vaspitanja i obrazovanja za život u porodici;
6. Cilj i zadaci vaspitanja i obrazovanja za život u porodici.
7. Sistem, organizacija i oblici obrazovanja mladih;
8. Problemi izvora sadržaja, izrade i procenjivanja programa;
9. Principi i njihova primena u vaspitanju i obrazovanju;
10. Izbor i primena oblika, sredstva i metoda obrazovanja;
11. Problemi samoobrazovanja;
12. Kadrovi koji rade u području vaspitanja i obrazovanja za život u porodici.

## Zadaci porodične pedagogije
1. Proučavanje i unapređivanje porodičnog vaspitanja i njegove specifičnosti;
2. Istraživanje i objašnjavanje kako i pod kojim uslovima porodica utiče na razvoj ličnosti;
3. Istraživanje i objašnjavanje problema u porodici;
4. Pomoć u usavršavanju komunikacije i izgrađivanje metodike vaspitnog rada u porodici.[2]

## Sadržaj porodične pedagogije
Sadržaje koje porodična pedagogija uključuje su: specifičnosti roditeljstva kao pedagoškog odnosa; razumevanje socijalne konstruisanosti roditeljstva i dekonstrukcija hegemonijskih, pedagoški irelevantnih okvira „normalne” i „idealne” porodice; uloga pedagoga u saradnji sa roditeljima u vaspitno-obrazovnim institucijama; razumevanje prirode deteta kao ishod roditeljstva; efekti roditeljstva i dr.